# خان الرماح
خان الرماح أحد خانات بغداد، يقع في سوق الخردة فروشية، وهذا الخان هو سوق (القندرجية) تباع فيه الرماح والاخشاب على اختلاف انواعها وموقعه على يمين جسر الشهداء الحالي من جهة الرصافة.